# Alonso del Pozo y Silva
Alonso del Pozo y Silva (Concepción, 1669 - Santiago, 1745) fue un sacerdote español que se desempeñó como obispo de Tucumán entre, 1715 a 1723, de Santiago de Chile entre, 1723 a 1730 y arzobispo de Charcas entre, 1730 a 1742.

## Biografía

### Obispo del Tucumán
Tras el fallecimiento del obispo Manuel Mercadillo, el papa Clemente XI nombró obispo del Tucumán a monseñor Manuel González Virtus, que fue consagrado pero murió en Sevilla antes de poder embarcar rumbo a América. Por esa razón, tras una muy larga vacancia, el rey Felipe IV nombró para suplirlo a un sacerdote que viviera cerca de la diócesis, eligiendo al padre Del Pozo, de la catedral de Concepción, en Chile. 
Éste fue consagrado por el obispo de esa sede y marchó hacia la gobernación del Tucumán por la región de Cuyo.
Instalado en la ciudad de Córdoba, dedicó sus esfuerzos a impulsar la construcción de la Catedral de esa ciudad, de la cual no había mucho más que los cimientos. De hecho, cambió completamente el proyecto inicial, que constaba de una sola nave, iniciando la construcción de la enorme obra de tres naves que hoy preside el centro de la ciudad, que bajo su mandato llegó a la altura de los arcos torales.
Durante su mandato hizo una única visita pastoral a su diócesis, que al parecer sólo incluyó las ciudades de Santiago del Estero, Salta y San Salvador de Jujuy, y la quebrada de Humahuaca. Por lo demás, no dejó más registros de su actuación y no ha quedado registro escrito de que haya tenido conflictos con nadie.

### Obispo de Santiago de Chile
Fue trasladado a la diócesis de Santiago de Chile por bula del 22 de noviembre de 1723; partió hacia su nuevo destino el 25 de septiembre siguiente, siendo uno de los pocos obispos de Santiago que inició su visita pastoral por las tres ciudades de Cuyo: San Luis, San Juan y Mendoza. Tomó posesión de su obispado el 26 de diciembre de 1725; fue el primer obispo chileno que tuvo la diócesis de Santiago.
El 8 de julio de 1730, la catedral de Santiago quedó parcialmente destruida por un terremoto, que obligó a derribar y reconstruir la torre, parte del ábside y la fachada. Veinte años más tarde, un nuevo sismo la destruiría por completo, obligando a construir una nueva, que es la actual Catedral de Santiago de Chile.

### Arzobispo de Charcas
Pocos días después del terremoto fue nombrado arzobispo de Charcas, promoción de la que se enteró meses más tarde, ocupando la sede provincial en abril de 1731. 
La nueva sede le causó diversos conflictos de jurisdicción que le causaron muchas molestias, mientras notaba que su salud decaía. 
Deseando regresar a Chile, presentó la renuncia a su sede el 7 de julio de 1735, renuncia que solo le sería aceptada en enero de 1742.
De regreso a Santiago de Chile, falleció en esa ciudad en septiembre de 1745.
Una calle de la ciudad chilena de Coquimbo y otra en el centro de Córdoba, Argentina, recuerdan a este obispo.